# Łaskarzew-Osada (gromada)
Łaskarzew-Osada (początkowo Łaskarzew Osada; alt. forma Łaskarzew) – dawna gromada, czyli najmniejsza jednostka podziału terytorialnego Polskiej Rzeczypospolitej Ludowej w latach 1954–1972.
Gromady, z gromadzkimi radami narodowymi (GRN) jako organami władzy najniższego stopnia na wsi, funkcjonowały od reformy reorganizującej administrację wiejską przeprowadzonej jesienią 1954 do momentu ich zniesienia z dniem 1 stycznia 1973, tym samym wypierając organizację gminną w latach 1954–1972.
Gromadę Łaskarzew Osada (pisownia bez łącznika) z siedzibą GRN w Łaskarzewie Osadzie (1954–59 wieś Łaskarzew Osada, 1959–68 osiedle Łaskarzew, 1969–72 miasto Łaskarzew) utworzono – jako jedną z 8759 gromad na obszarze Polski – w powiecie garwolińskim w woj. warszawskim, na mocy uchwały nr VI/10/2/54 WRN w Warszawie z dnia 5 października 1954. W skład jednostki wszedł obszar dotychczasowej gromady Łaskarzew Osada ze zniesionej gminy Łaskarzew Osada w tymże powiecie. Dla gromady ustalono 27 członków gromadzkiej rady narodowej.
29 lutego 1956 do gromady Łaskarzew przyłączono wieś Sośninka z gromady Dąbrowa w tymże powiecie.
31 grudnia 1959 do gromady Łaskarzew(-Osada) przyłączono obszary zniesionych gromad Dąbrowa, Izdebno i Pilczyn oraz wsie Budy Krempskie, Celinów, Helenów Nowy, Helenów Stary i Ksawerynów ze znoszonej gromady Krempa w tymże powiecie; z gromady Łaskarzew-Osada wyłączono natomiast miejscowość Łaskarzew, tworząc z niej osiedle Łaskarzew (1 stycznia 1969 osiedle Łaskarzew otrzymało w dalszej kolejności prawa miejskie). Łaskarzew, mimo że od tej pory nie wchodził w skład gromady Łaskarzew-Osada, pozostał jednak siedzibą jej GRN.
Gromada przetrwała do końca 1972 roku, czyli do kolejnej reformy gminnej. 1 stycznia 1973 w powiecie garwolińskim utworzono obecną gminę Łaskarzew.